# 51-я стрелковая дивизия (2-го формирования)
51-я стрелковая дивизия — воинское соединение Вооружённых сил СССР, принимавшее участие в Великой Отечественной войне.

## Полное наименование
51-я стрелковая Витебская Краснознамённая ордена Суворова дивизия

## История дивизии
Сформирована 15 апреля 1943 года на базе 15-й стрелковой бригады в составе 3-й резервной армии (Приказ Ставки № 46081 от 20.03.1943).
В действующей армии находилась в периоды: 12—23 июля 1943 года, 1 августа — 25 сентября 1943 года, 14 октября 1943 — 9 мая 1945 года.
В июне 1944 года участвовала в Витебско-Оршанской операции, в ходе которой был освобождён город Витебск.
4 июля 1944 года в ходе Полоцкой операции принимала участие в освобождении Полоцка (в составе 22-го гвардейского стрелкового корпуса, 1-го Прибалтийского фронта)
22 сентября 1944 года Указом Президиума Верховного Совета СССР  за образцовое выполнение заданий командования в боях с немецкими захватчиками при прорыве обороны противника юго-восточнее города Рига и проявленные при этом доблесть и мужество дивизия награждена Орденом Суворова II степени.
29 июля 1944 года в составе сил 6-й гвардейской армии (1-й Прибалтийский фронт): в ходе Шяуляйской операции частями дивизии был освобождён город Зарасай.
В апреле 1945 года успешно участвовала в штурме Кёнигсберга на восточном направлении. В ходе боёв частями дивизии был взят Форт № 1 — Штайн, долговременное фортификационное сооружение, прикрывавшее дорогу Кёнигсберг-Инстербург.
Зимой 1945/46 дивизия в составе 124-го СК вошла в Закавказский военный округ, прибыла в Махачкалу, где весной 1946 была расформирована.

## Подчинение
- 3-я резервная армия Резерва Ставки ВГК — с момента формирования.
- Резерв Ставки ВГК — на 01.10.1943 года.
- 1-й Прибалтийский фронт, 4-я ударная армия, 22-й гвардейский стрелковый корпус — на 01.01.1944 года
- 1-й Прибалтийский фронт, 6-я гвардейская армия, 23-й гвардейский стрелковый корпус — на 01.04.1944 года
- 1-й Прибалтийский фронт, 6-я гвардейская армия, 22-й гвардейский стрелковый корпус — на 01.10.1944 года
- 1-й Прибалтийский фронт, 6-я гвардейская армия, 23-й гвардейский стрелковый корпус — на 01.01.1945 года
- 3-й Белорусский фронт, Земландская группа войск, 124-й стрелковый корпус — на 01.04.1945 года
- 3-й Белорусский фронт, Земландская группа войск, 50-я армия, 124-й стрелковый корпус (на момент штурма Кёнигсберга)

## Состав
- 23-й стрелковый полк
- 287-й стрелковый полк
- 348-й стрелковый полк
- 300-й артиллерийский полк
- 91-й отдельный истребительно-противотанковый артиллерийский дивизион
- 30-я отдельная разведывательная рота
- 44-й отдельный сапёрный батальон
- 207-й отдельный батальон связи (653-я отдельный рота связи)
- 115-й медико-санитарный батальон
- 60-я отдельная рота химической защиты
- 125-я автотранспортная рота
- 305-я полевая хлебопекарня
- 84-й дивизионный ветеринарный лазарет
- 1628-я полевая почтовая станция
- 34 (1657)-я полевая касса Госбанка

## Командиры
- Телков, Пётр Сергеевич (15.04.1943 — 23.07.1943), полковник
- Хвостов, Алексей Яковлевич (24.07.1943 — 01.1946), полковник, с 03.06.1944 генерал-майор
- Антилла, Аксель Моисеевич (июль 1944, врид), генерал-майор

## Награды
- 10.07.1944 — почётное наименование «Витебская» — присвоено в ознаменование одержанной победы и за отличие в боях при овладении Витебском. Приказ Верховного Главнокомандующего № 0193 от 10 июля 1944 года.
- 23.07.1944 — Орден Красного Знамени — награждена указом Президиума Верховного Совета СССР от 23 июля 1944 года за успешное выполнение заданий командования в боях с немецкими захватчиками при овладении городом Полоцк, проявленные при этом доблесть и мужество.[6]
- 22.09.1944 —  Орден Суворова II степени — Награждена указом Президиума Верховного Совета СССР от 22 сентября 1944 года за образцовое выполнение заданий командования в боях с немецкими захватчиками при прорыве обороны противника юго-восточнее города Рига и проявленные при этом доблесть и мужество.[7]

Награды полков дивизии:
- 23-й стрелковый Кёнигсбергский полк
- 348-й стрелковый ордена Суворова[8] полк

## Отличившиеся воины дивизии
- Апурин, Николай Евграфович. Полный кавалер Ордена Славы (3-й степени — 16 февраля 1944; 2-й — 20 июля 1944; 1-й — 24 марта 1945). Сапёр 44-го сапёрного батальона.
- Артищев, Илья Соломонович, командир взвода 287-го стрелкового полка, лейтенант.
- Бондарев, Гавриил Сергеевич. Полный кавалер ордена Славы (3-й степени — 1 июня 1944; 2-й — 30 августа 1944; 1-й — 24 марта 1945). Командир отделения сапёрного взвода 348-го стрелкового полка.
- Бедан, Андрей Никифорович, рядовой, разведчик 30 отдельной разведывательной роты.
- Жданов Алексей Митрофанович, командир батальона 287-го стрелкового полка, майор.
- Карачев, Николай Иванович. Полный кавалер Ордена Славы (3-й степени — 29 февраля 1944; 2-й — 5 февраля 1985 путём перенаграждения; 1-й — 5 февраля 1985 путём перенаграждения). Разведчик 348-го стрелкового полка.
- Кулигин, Виталий Сергеевич, младший сержант, разведчик 30 отдельной разведывательной роты.
- Купавцев, Иван Акимович, сержант, командир взвода пешей разведки 348 стрелкового полка. Погиб в бою 11 августа 1944 года.
- Остриков, Николай Миронович, сержант, командир отделения взвода пешей разведки 348 стрелкового полка.
- Попов, Николай Николаевич, сержант, командир отделения 44 отдельного сапёрного батальона. Дважды награждён орденом Славы I степени (23.03.1945, 10.04.1945).
- Рассказов, Александр Семёнович — командир отделения 1-й роты 44-го отдельного сапёрного батальона. Старший сержант.
- Русинов, Пётр Васильевич, рядовой, сапёр 44 отдельного сапёрного батальона.
- Сальников, Виктор Фёдорович, старшина, помощник командира взвода пешей разведки 287 стрелкового полка.
- Сидоров, Николай Борисович, старший сержант, помощник командира взвода 23 стрелкового полка.
- Соломатин, Фёдор Филиппович, младший сержант, командир отделения 44 отдельного сапёрного батальона.
- Шубников Кирилл Степанович. Полный кавалер Ордена Славы (3-й степени — 26 августа 1944; 2-й — 19 октября 1944; 1-й — 19 апреля 1945). Старший сержант, командир расчёта миномётной роты 287-го стрелкового полка.